# Liste der Naturschutzgebiete im Zuständigkeitsbereich des NLWKN
Im Zuständigkeitsbereich des NLWKN befinden sich fünf Naturschutzgebiete (Stand April 2025).
| Name des Gebietes                           | Bild           | Kennung | WDPA      | Landkreis / Stadt                                                     | Beschreibung / Bemerkungen | Standort | Fläche in Hektar | Jahr der Verordnung |
| ------------------------------------------- | -------------- | ------- | --------- | --------------------------------------------------------------------- | -------------------------- | -------- | ---------------- | ------------------- |
| Außenems                                    | weitere Bilder | WE 314  | 555632837 | Stadt Emden, Landkreis Leer, Landkreis Aurich, NLWKN                  |                            | Position | 12.025           | 2019                |
| Borkum Riff                                 |                | WE 276  | 555514026 | NLWKN                                                                 |                            | Position | 10125,31         | 2010                |
| Hadelner und Belumer Außendeich             | weitere Bilder | LÜ 100  | 30111     | Landkreis Cuxhaven, NLWKN                                             |                            | Position | 1804             | 1984                |
| Niedersächsischer Mündungstrichter der Elbe | weitere Bilder | LÜ 336  | 555690907 | NLWKN                                                                 |                            | Position | 8455             | 2018                |
| Tideweser                                   | weitere Bilder | WE 315  | 555700674 | Landkreis Cuxhaven, Landkreis Osterholz, Landkreis Wesermarsch, NLWKN |                            | Position | 4020             | 2019                |